# 萨坦库拉姆
萨坦库拉姆（Sathankulam），是印度泰米尔纳德邦Toothukudi县的一个城镇。总人口14205（2001年）。

## 人口
该地2001年总人口14205人，其中男性6918人，女性7287人；0—6岁人口1584人，其中男803人，女781人；识字率81.06%，其中男性为84.07%，女性为78.19%。